# Collégiale Notre-Dame-en-Vaux de Châlons-en-Champagne
Pour les articles homonymes, voir Collégiale Notre-Dame et Notre-Dame.
La collégiale Notre-Dame-en-Vaux de Châlons-en-Champagne de Châlons-en-Champagne est une ancienne collégiale de style gothique construite du XIIe au XVe siècle. Au XIXe siècle, on lui a ajouté un carillon de cinquante-six cloches.

## Historique
La mention d'une première chapelle au VIIe siècle est hypothétique, mais elle est faite à partir d'un obit de l'évêque de Châlons Arnoul, élu en 665 : « Obiit Arnulphus episcopus dedit nobis altare sanctae Mariae in suburbio », cité par les Mauristes de Saint-Germain-des-Près. Une charte de Charles le Chauve, de 850, cite les biens du chapitre de la « capella Sanctae Mariae non longe a muro civitatis structura » montrant qu'une chapelle existe au IXe siècle en dehors de la ville, probablement à l'emplacement de l'église actuelle, en bordure de la rivière du Mau.
Le chapitre de la cathédrale Saint-Étienne de Châlons obtient du pape Pascal II, en 1107, une bulle de confirmation de ses biens qui comprend l'église Notre-Dame et sa paroisse. Une charte de conciliation est signée en 1114 entre le chapitre de Notre-Dame et celui de la cathédrale qui précise que l'entretien et les réparations sont à la charge des chanoines de Notre-Dame.
La première mention du nom Notre-Dame de vallibus, Notre-Dame-en-Vaux, est faite en 1157 dans la chronique de l'abbaye de Saint-Pierre-aux-Monts de Châlons rapportant des miracles s'étant produits sur le chantier de reconstruction de l'église après son effondrement. Vers 1160 ou 1176, le pape Alexandre III autorise les chanoines à augmenter leur nombre et à recevoir de nouvelles prébendes pour financer la construction de l'église. En 1165, Guy de Bazoches, chanoine de la cathédrale cite les travaux de l'église Notre-Dame et note la participation des habitants.
La chronologie de la collégiale dans son état actuel a été discutée entre les historiens de l'art autour de l'effondrement de 1157. Louis Demaison a supposé que seul le chevet a été détruit en 1157 dont il fait l'analyse en la comparant au chevet de l'abbatiale Saint-Remi de Reims. Pour Ernst Gall, c'est toute l'église qui a été réédifiée après 1157. Anne Prache a proposé une chronologie à partir de l'analyse détaillée du monument.
Le bras sud du transept et les tours occidentales montrent que la nef n'avait initialement que deux niveaux. Au milieu du XIIe siècle, l'église avait incorporé les tours orientales plus anciennes, remontant probablement à l'église du XIe siècle dont a retrouvé les substructions de l'abside au cours des fouilles faites en 1856 à 1858, dans le transept et avait une nef avec collatéraux. Nef et transept avaient deux niveaux.
Entre 1181 et 1187, un procès se déroule entre le curé de la paroisse et les chanoines de Notre-Dame. En 1182 et 1184, le chapitre de la cathédrale réaffirme ses droits de juridiction sur la collégiale. Entre 1184 et 1187, l'archevêque de Reims, Guillaume de Champagne, intervient à plusieurs reprises pour soumettre les chanoines de Notre-Dame au chapitre de la cathédrale. Cette reconstruction de la collégiale est contemporaine de la construction de l'abbatiale Saint-Remi de Reims par l'abbé Pierre de Celle et les deux bâtiments présentent des similitudes notées par Eugène Viollet-le-Duc. La nouvelle église est bénie en 1183.
Après la fin de la période troublée, vers 1190 jusque vers 1210, des travaux sont entrepris sur le transept et la nef pour unifier l'espace intérieur. La nef et le transept sont surélevés pour mettre la voûte au même niveau que celui de la voûte projetée pour le sanctuaire. On ne peut préciser si le chevet a été modifié avant ou après les transformations et la nef et du transept.
Une inondation provoque des dégâts en 1234. La paroisse Notre-Dame devenue trop peuplée est divisée en cinq paroisses entre 1129 et 1245. L'église est dédicacée le 29 août 1322 par l'évêque de Châlons, Pierre de Latilly, à la prière des chanoines de Notre-Dame et la charte rédigée à cette occasion indique que l'église était terminée depuis longtemps.
Au XIVe siècle, on a ajouté des flèches en bois aux tours. Un porche est ajouté en 1469 devant le portail méridional. Au XVIe siècle, les fenêtres des bas côtés sont agrandies et des verrières sont posées.
À la Révolution, deux flèches des tours orientales sont démolies, le mobilier est détruit, le portail sud est mutilé. Le culte paroissial est repris en 1795.
La Collégiale Notre-Dame-en-Vaux est classée depuis 1840 et, depuis 1998, inscrite sur la liste du patrimoine mondial de l'UNESCO, parmi d’autres églises de pèlerinage vers Saint-Jacques-de-Compostelle, au titre des « Chemins de Saint-Jacques de Compostelle en France ».

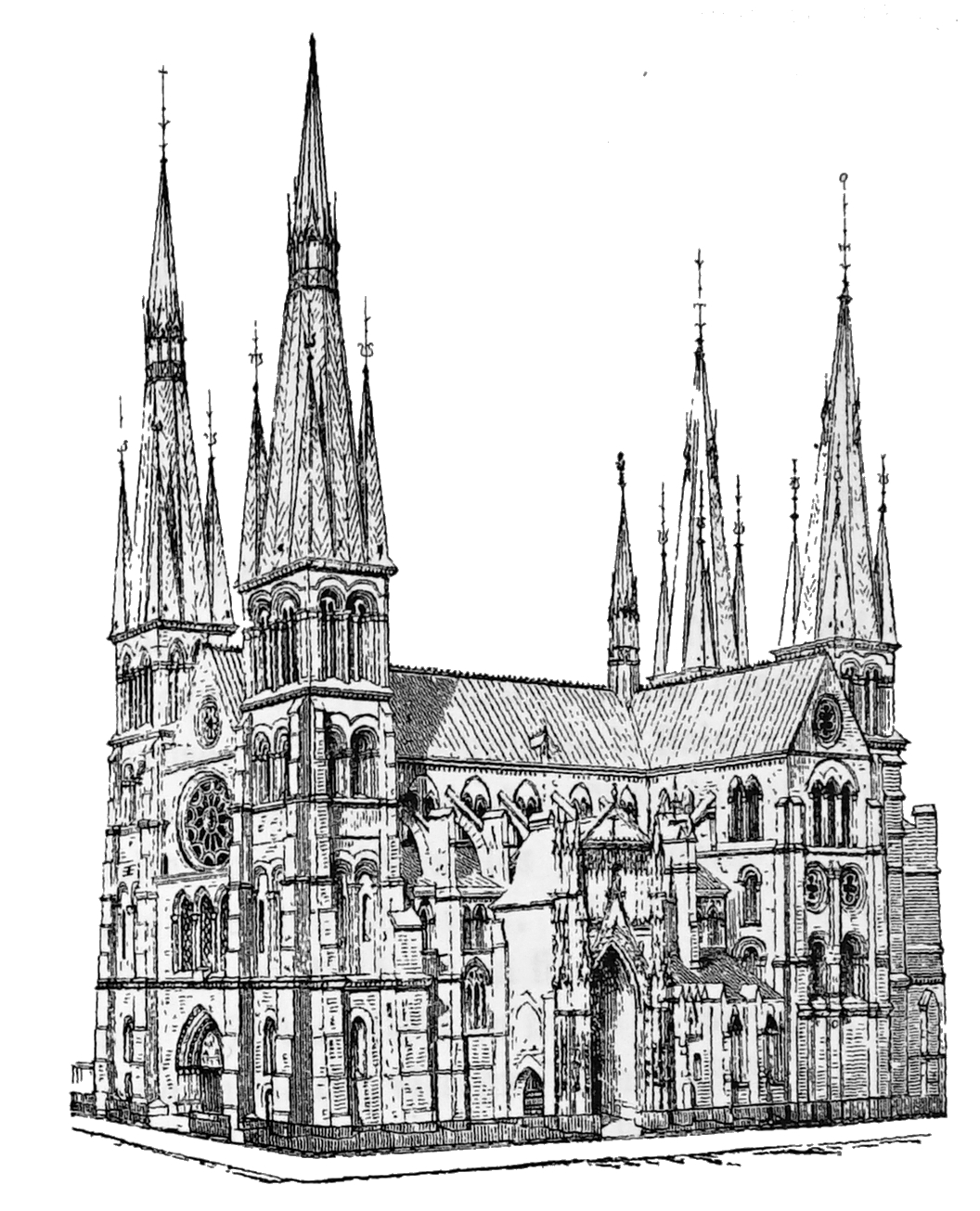
La collégiale avant la Révolution
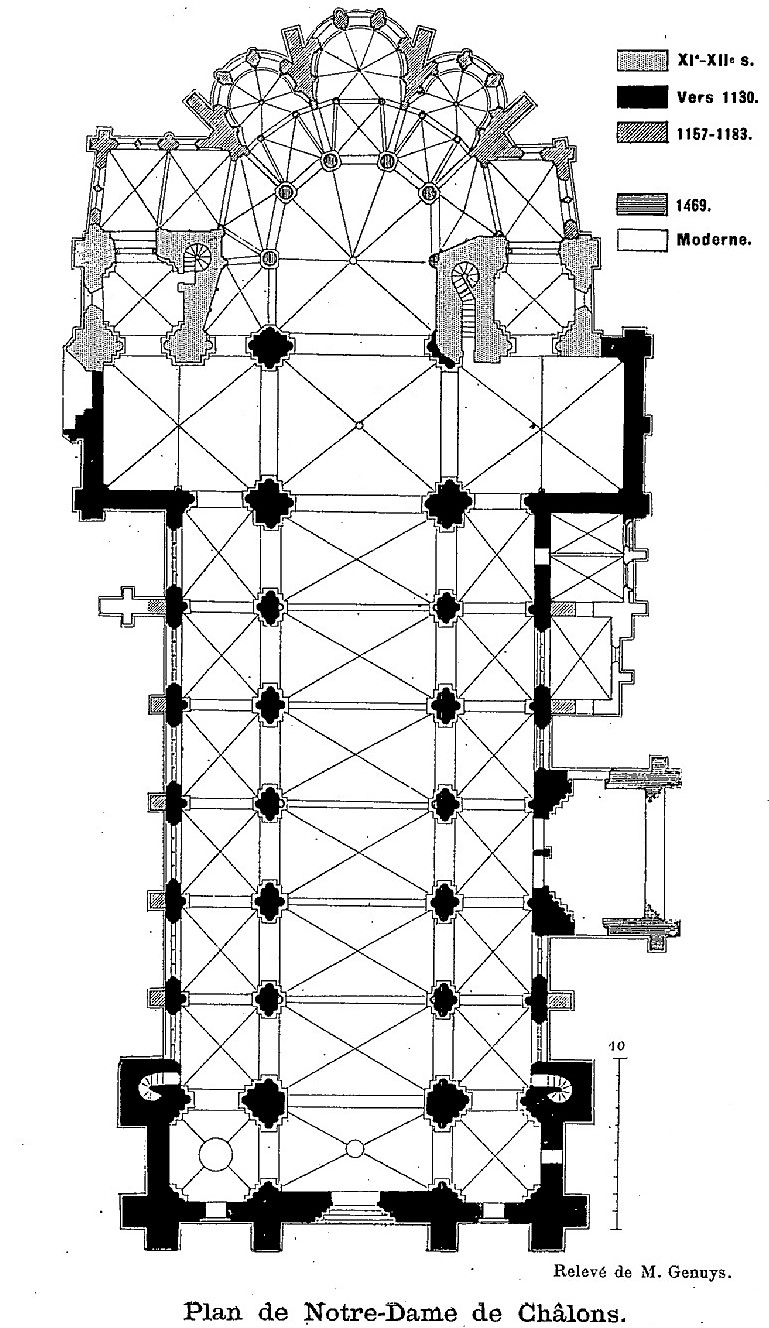
Plan de la collégiale Congrès archéologique de France, 1911
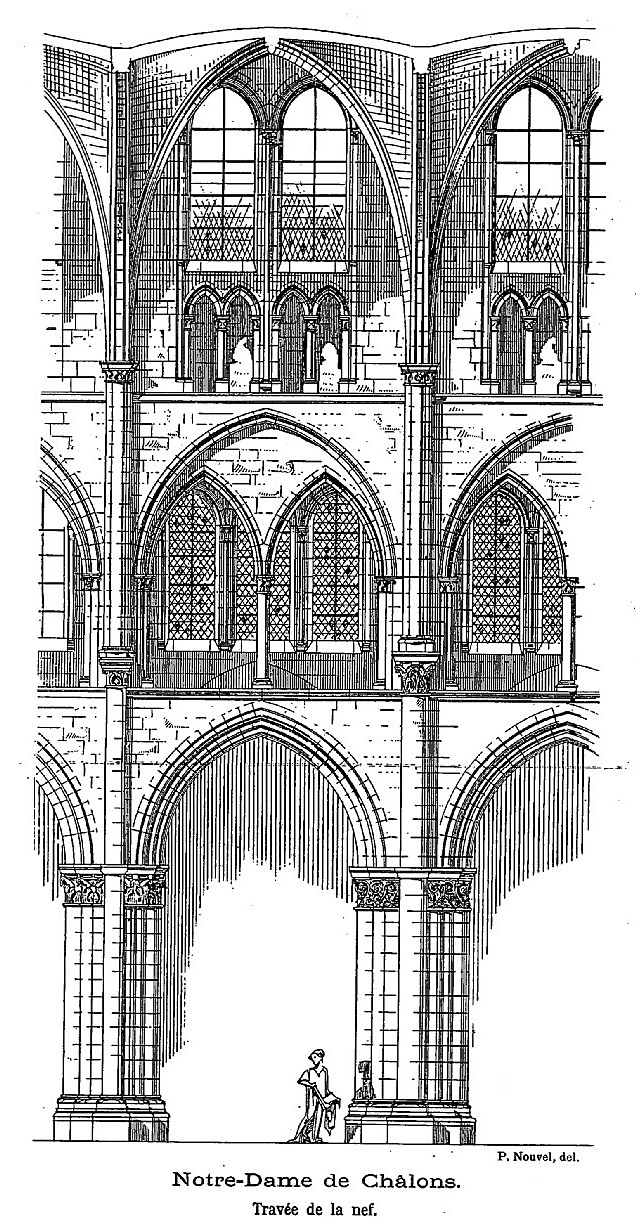
Élévation de la nef.

## Architecture

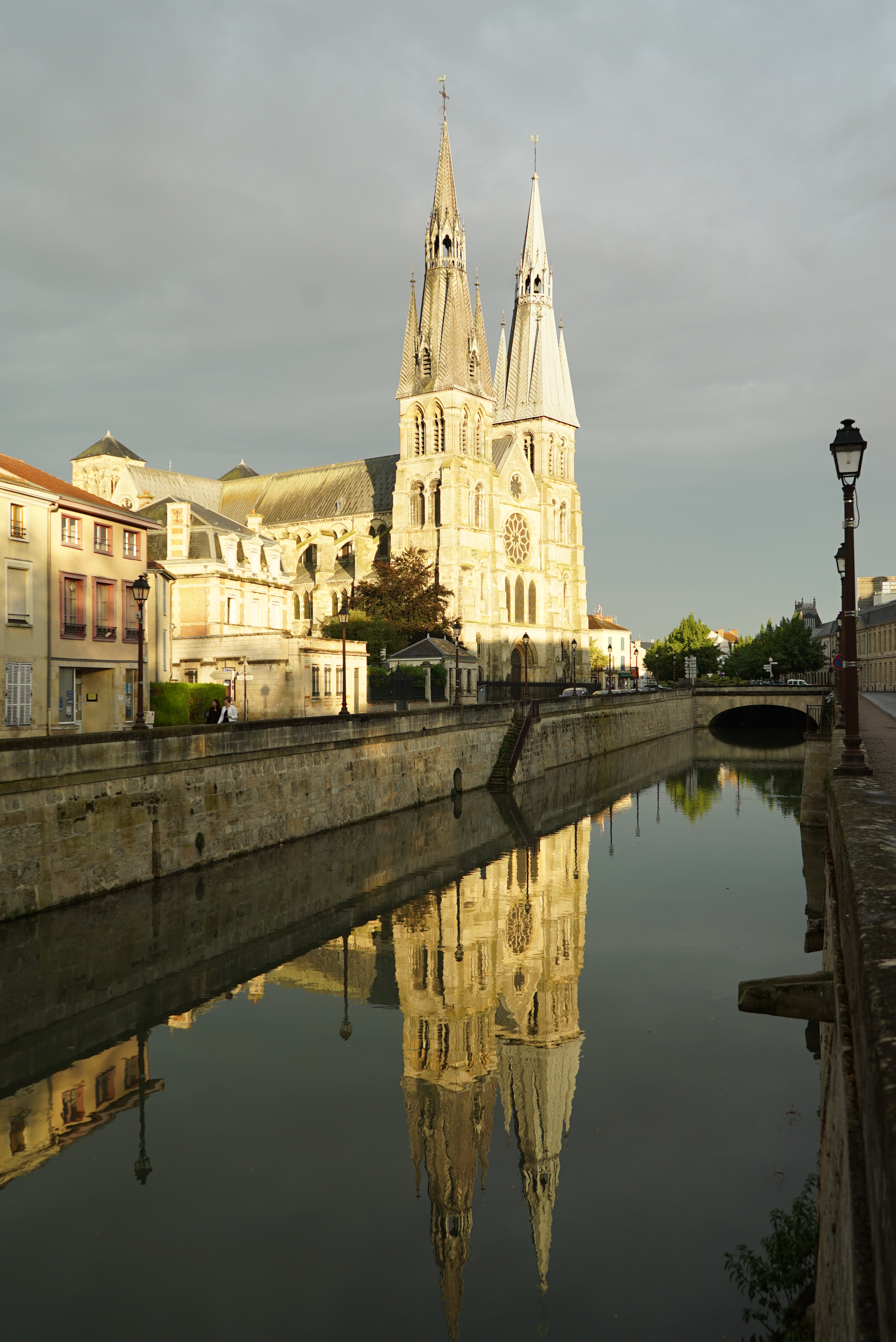
Notre-Dame-en-Vaux sur le Mau, cloître derrière les arbres.

Avec ses deux flèches couvertes de plomb qui se reflètent dans le Mau, la collégiale Notre-Dame-en-Vaux est devenue l’emblème de la ville de Châlons-en-Champagne. Elle est implantée sur un site qui était déjà affecté au culte depuis le IXe siècle. On sait peu de choses de l’église qui l’a précédée. L’édifice actuel, dont la construction fut entreprise vers 1157 et achevée, pour le gros œuvre, vers 1217, est un grand monument gothique, avec tribunes et triforium, qui conserve dans ses parties les plus anciennes, des traces d’influence romane. La Collégiale — qui était à l’époque à la fois collégiale et église paroissiale — était un important centre de pèlerinage à la Vierge Marie.
L’extérieur est encadré par quatre tours romanes (influence de la cathédrale de Toul suivant partiellement le plan roman-rhénan), deux en façade, deux autres aux angles du transept et du chevet. Avant la Révolution, toutes quatre étaient surmontées de flèches. L’abside à déambulatoire et chapelles rayonnantes, échelonne ses volumes arrondis, que scandent des batteries superposées d’arcs-boutants.
La douce lumière qui la baigne met en relief l’harmonie de ses proportions et la qualité de sa composition. Cette lumière est colorée par des vitraux, dont les plus remarquables furent posés au début du XVIe siècle, dans les fenêtres de style flamboyant qui venaient d’être percées dans les collatéraux.
À l'intérieur, restes de nombreuses pierres tombales comme celle des époux Noisette, de Jean Menguy échevin de Châlons, Miche Joly et de Jean Talon, premier intendant de Nouvelle-France (1695), et celle de Claude Chastillon, topographe du roi (1616).
Les chapelles ont des sols décorés de dalles qui sont rehaussées de scènes bibliques en fil de plomb. La collégiale accueille aussi tout un ensemble de peintures : un triptyque de l'Adoration des Mages issue de l'église de Saint-Loup, des œuvres de Claude François (peintre) .

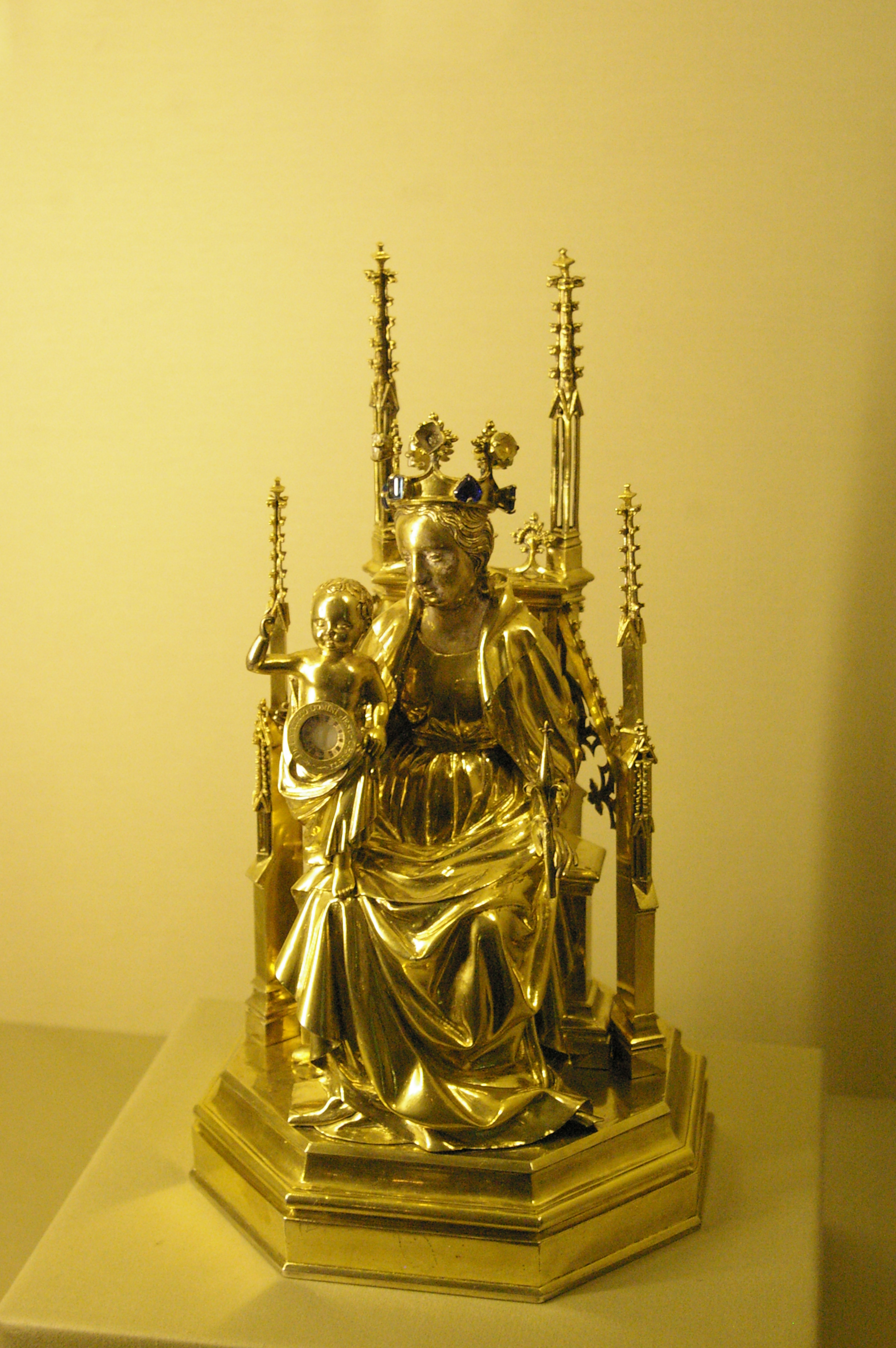
Reliquaire de l'Ombilic du Christ. Vierge à L'enfant. Provient de l'église Notre-Dame-en-Vaux de Châlons-en-Champagne. 1407. Musée de Cluny. Paris.

Le bras sud (qui date du tout début de la construction) est richement décoré et sculpté. Le portail latéral sud, à tympan sculpté et à statues-colonnes (vers 1170), a malheureusement été gravement endommagé sous la Révolution (il fut rasé, ainsi que trois des quatre flèches pour récupérer le plomb à des fins militaires).

## Cloître
Un cloître était construit au nord de la collégiale et occupait un carré d'environ 32 m de côté. L'originalité du cloître vient de l'importance du décor sculpté. Ses supports étaient constitués de statues-colonnes, surmontées de chapiteaux, le tout sculpté par quelques-uns des plus grands artistes des années 1170 - 1180.

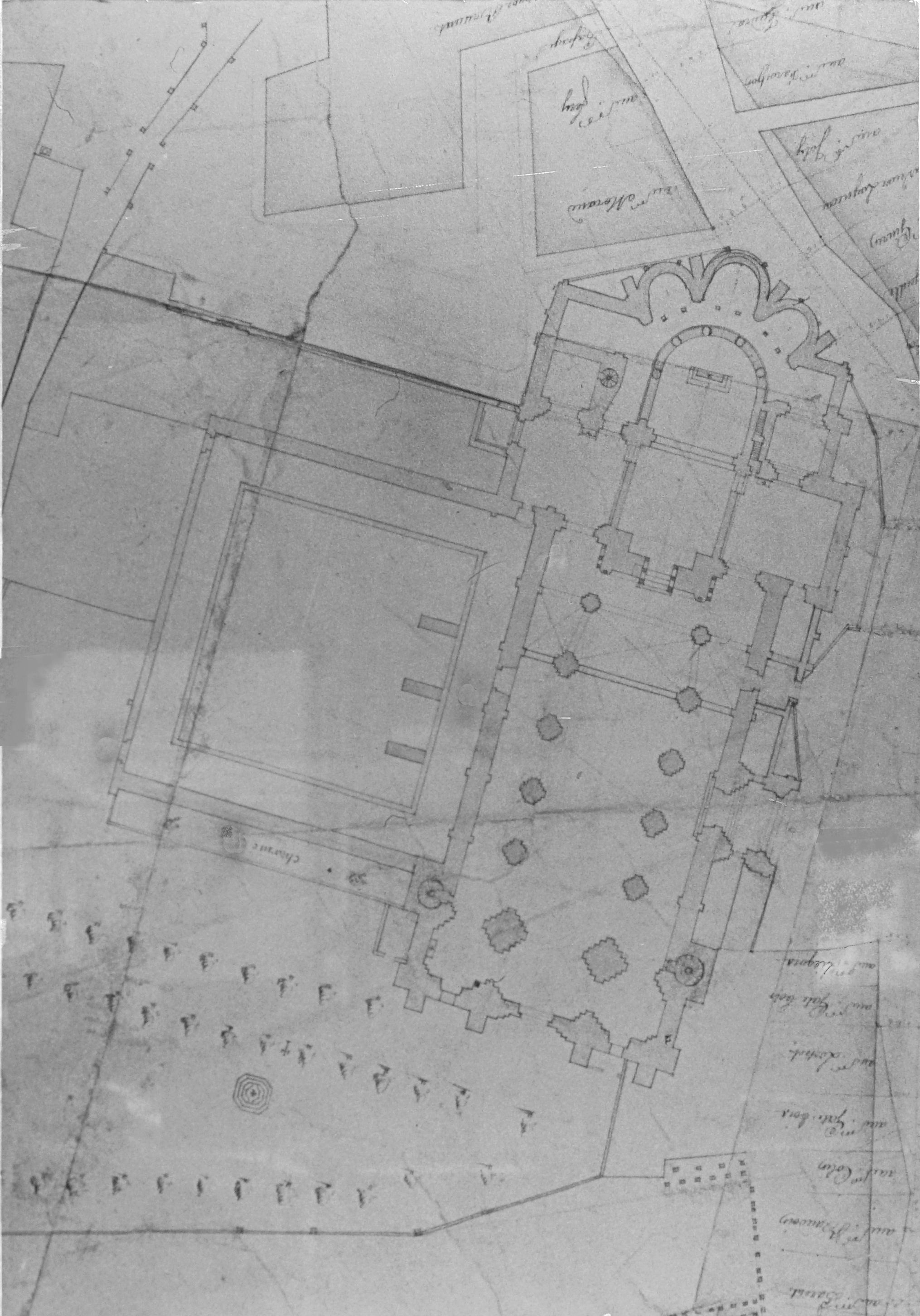
Le cloître avant sa destruction en 1752.

Détruit à partir de 1759, près de 50 statues-colonnes, intactes ou fragmentaires, ont été retrouvées et sont maintenant présentées dans le Musée du cloître de Notre-Dame-en-Vaux inauguré en 1978 in situ rue Nicolas Durand. La collégiale a encore des maisons canoniales qui sont classés.

## Mobilier
Notre-Dame-en-Vaux possédait une relique vénérable qui attirait beaucoup de pèlerins et fit sa gloire : la relique du Saint Nombril du Christ, détruite en 1707 par Jean-Baptiste-Louis-Gaston de Noailles, évêque-comte de Châlons. Toutefois cette relique n’est attestée qu’au début du XVe siècle et le pèlerinage qui a favorisé la construction aux XIIe et XIIIe siècles, est plutôt un pèlerinage à la Vierge.

### Orgues

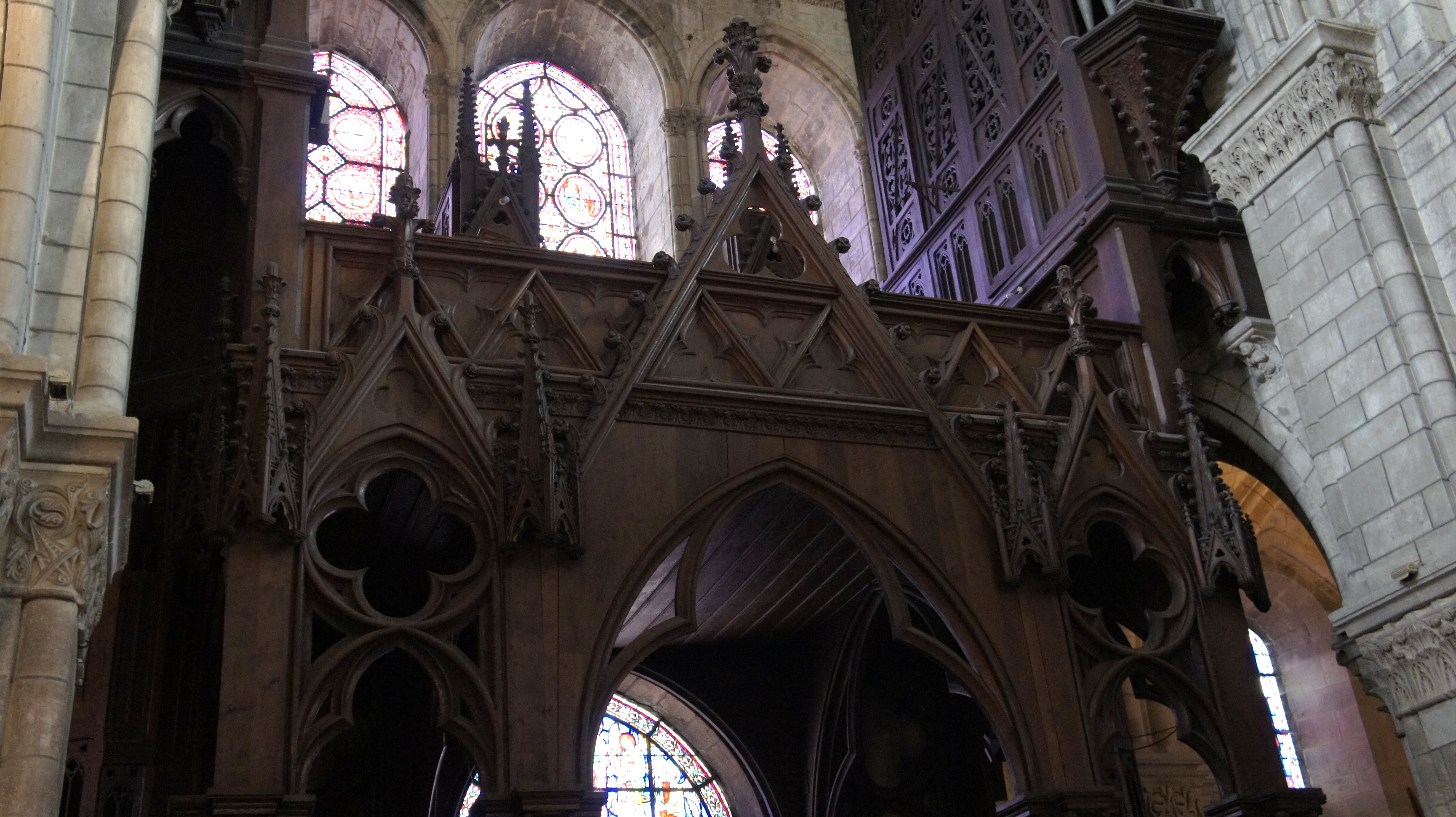
orgue et buffet.

Le buffet d'orgue et la tribune sont inventoriés au patrimoine culturel. Il est des traces de la présence d'un orgue depuis 1409 et se trouvait dans la tribune de la cinquième travée du collatéral sud. Après de longues hésitations quant à  sa place, la décision d'un construire un nouveau au revers du portail occidental en mars 1634. Le buffet fut réalisé par Nicolas Profinet et Jean Chandart et avait cinq tourelles, des dômes à écailles, des volets d'azur à fleurs de lys d'or. La partie instrumentale fut construite par Jehan de Villers qui devint l'organiste jusqu'en 1663. Il comptait 29 jeux, un pédalier et trois claviers. En 1680 René Daumouche de Reims ajoute un clavier, Nicolas Le Bé de Troyes effectue un relevage en 1713. Mais un orage de grêle brise la rosace et endommage l'orgue le 30 juillet 1720. De nouveau relevé en 1575 par Jacques Cochu puis restauré par son petit-fils René en 1789 qui y ajoute aussi un clairon et une pédale de quinte en 1791. L'orgue compte alors 34 jeux. Le curé Paul Champenois décidait de modifier l'orgue, les travaux de 1856 à 1859 des frères Claude de Mirecourt renouvelaient totalement la soufflerie, modifiaient le meuble mais gardaient une partie de la tuyauterie. Le résultat ne donnait pas satisfaction et fut modifié en 1865 par Ferdinand Voigt de la maison Merklin. Cette maison proposait de modifier et d'électrifier les orgues en 1893 en reliant celui de tribune avec celui de chœur. En 1943 Gutschenritter ajoutait cinq jeux au positif, les tuyaux stockés furent coulés pour leur métal.

## Vitraux
La collégiale possède des vitraux de plusieurs époques :
- L'église abrite six panneaux du XIIe siècle.
- Les collatéraux possèdent des verrières qui représentent la Passion du Christ, la Vie de la Vierge Marie, la vie de saint Jacques, etc. datant du deuxième quart du XVIe siècle. Plusieurs des compositions ont été attribuées au peintre verrier picard Mathieu Bléville (de). Une seule est signée, la verrière de saint Jacques.
La verrière de saint Jacques a été offerte en 1525 par Jehan Lalemant et Anne Chenu. Elle est signée par Mathieu Bléville sur le harnachement du cheval. Elle a été réalisée d'après une estampe de Martin Schongauer et représente au-dessus des donateurs avec leurs saints patrons placés de part et d'autre de saint Jacques le Majeur, la bataille de Clavijo pendant laquelle le saint serait intervenu.
Une autre verrière est consacrée à la glorification de la Vierge Marie. Les donateurs qui ont permis la réalisation de ce vitrail, Nicolas Collesson et son épouse Marguerite Lallemant, y sont présents, placés au bas de la composition, sur les côtés, introduits par saint Nicolas et sainte-Marguerite.
- Des vitraux du XIXe siècle qui ont été exécutés par Thévenot (verrières de la vie de la Vierge, vers 1840) et Didron, pour la plupart sur des cartons de Steinheil (verrières des fenêtres-hautes du chœur dédiées à la Glorification de la Vierge et des saints).

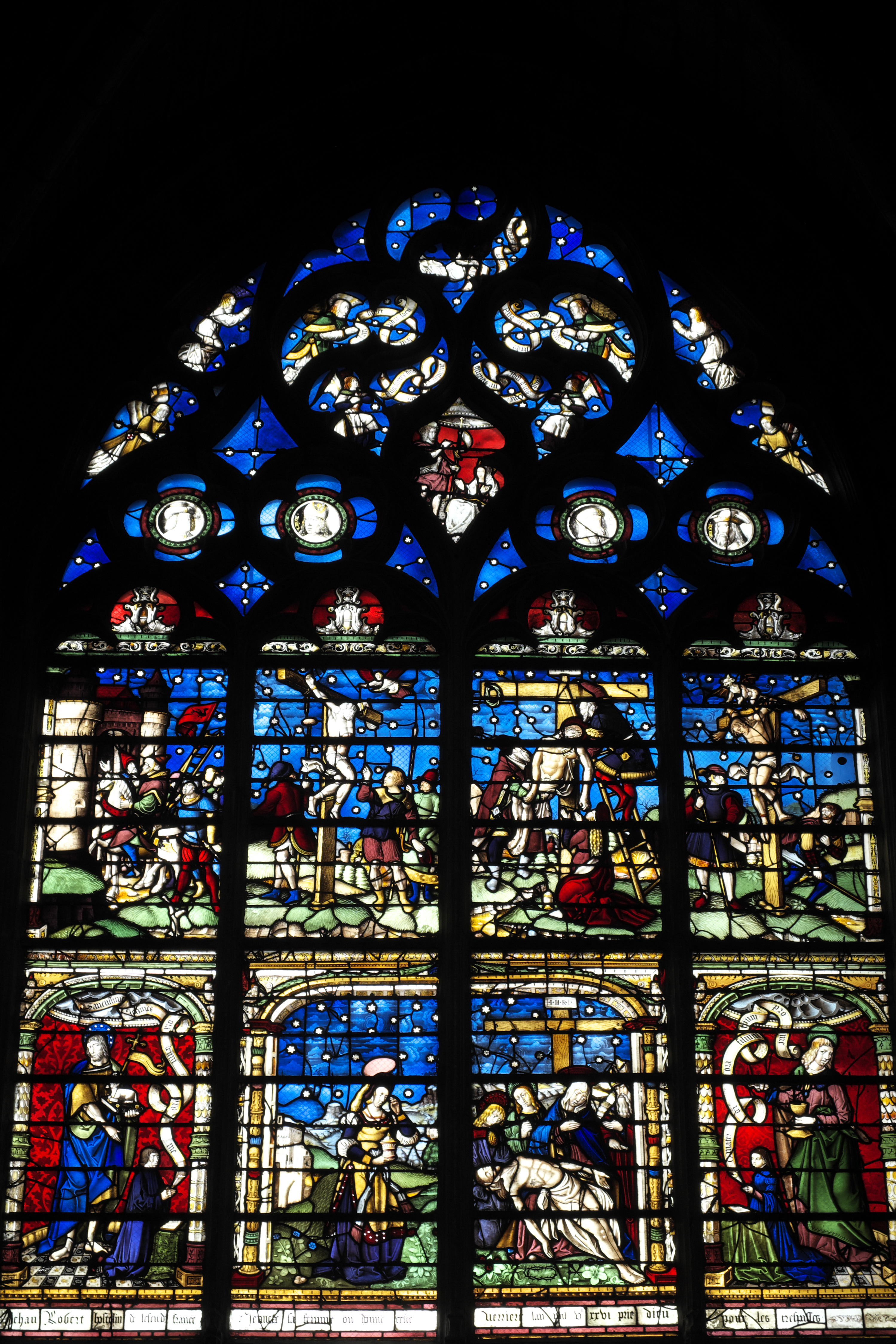
Baie 19 : Verrière de la Passion de Jésus.
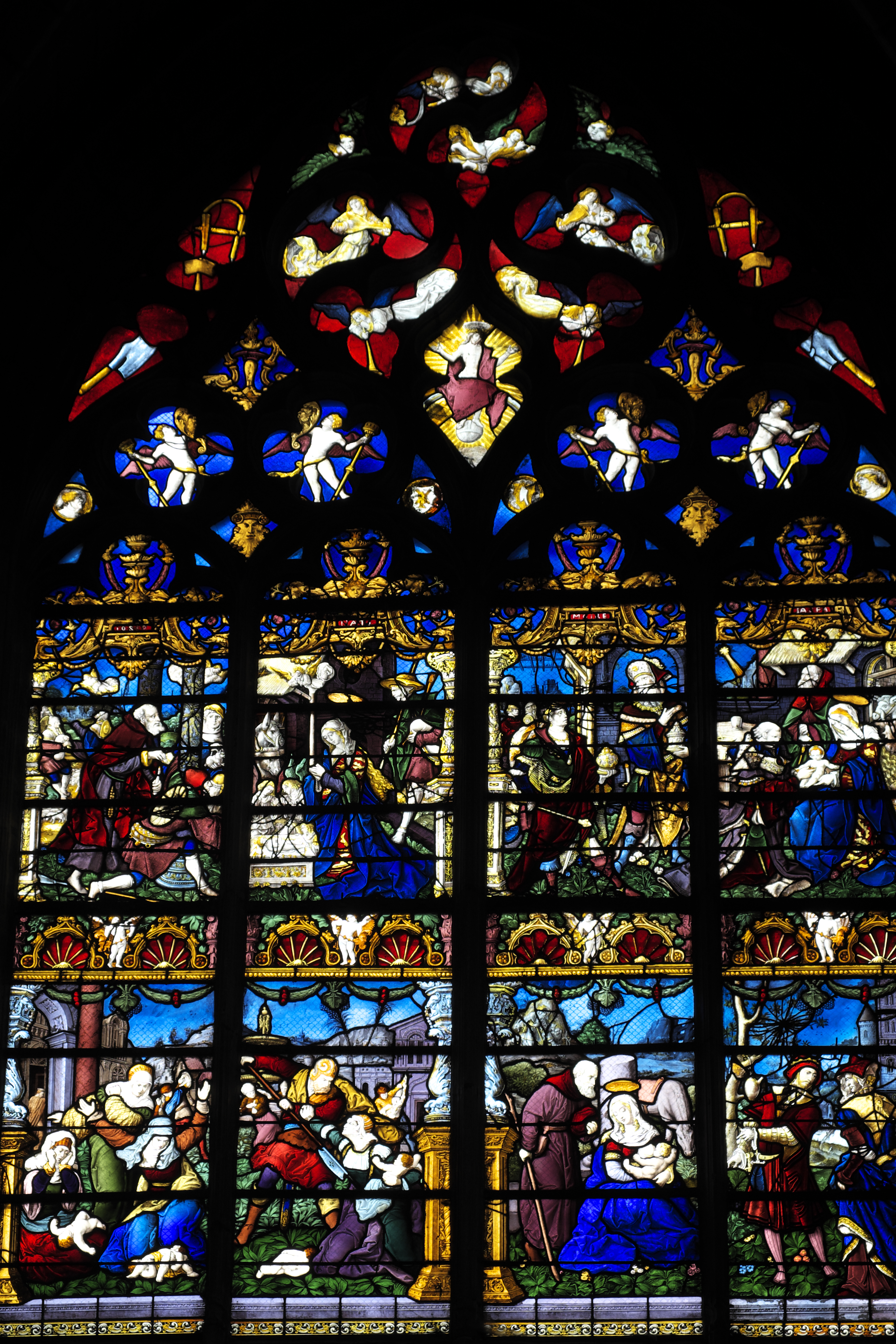
Baie 21 : Enfance de Jésus.
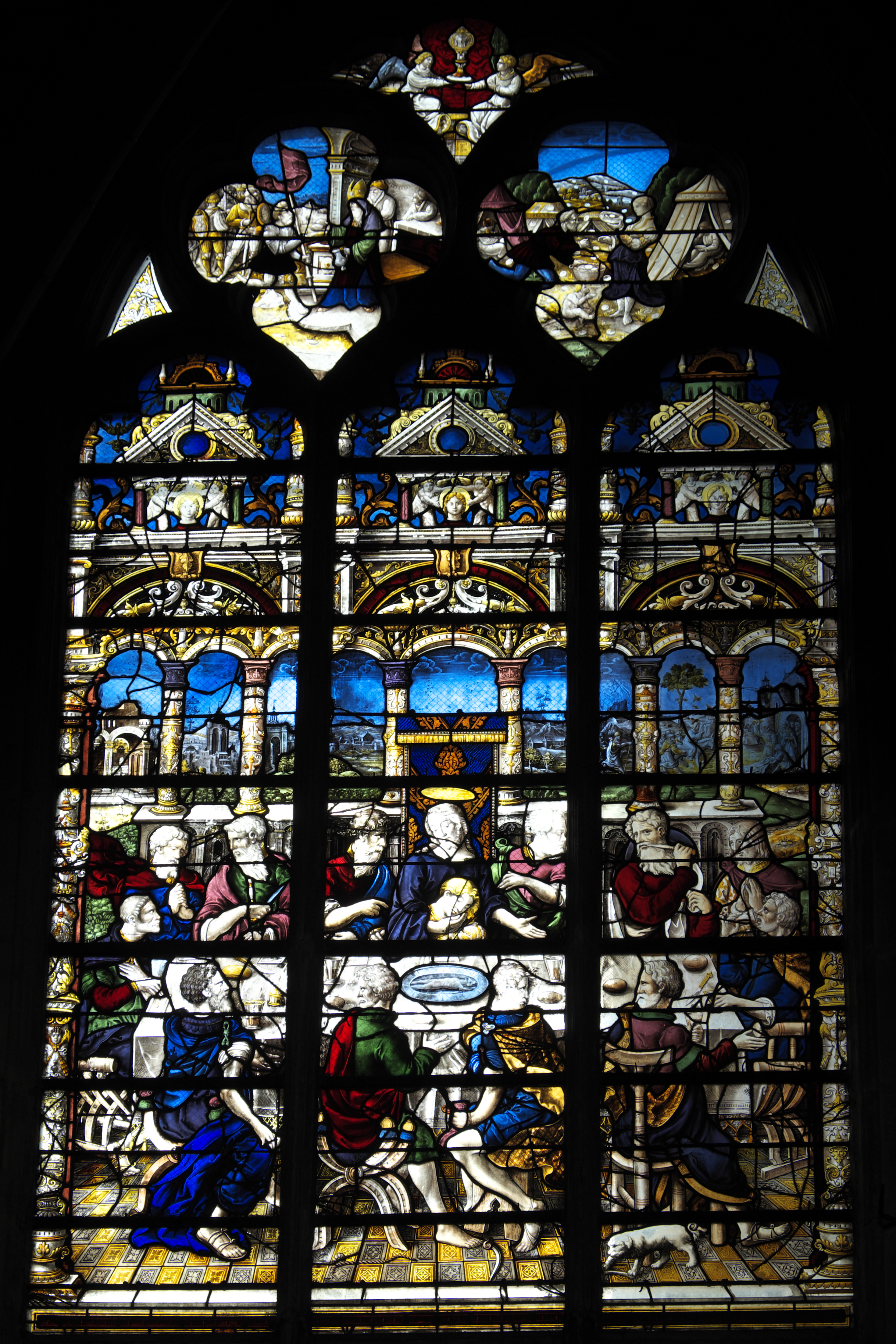
Baie 22 : La sainte Cène.
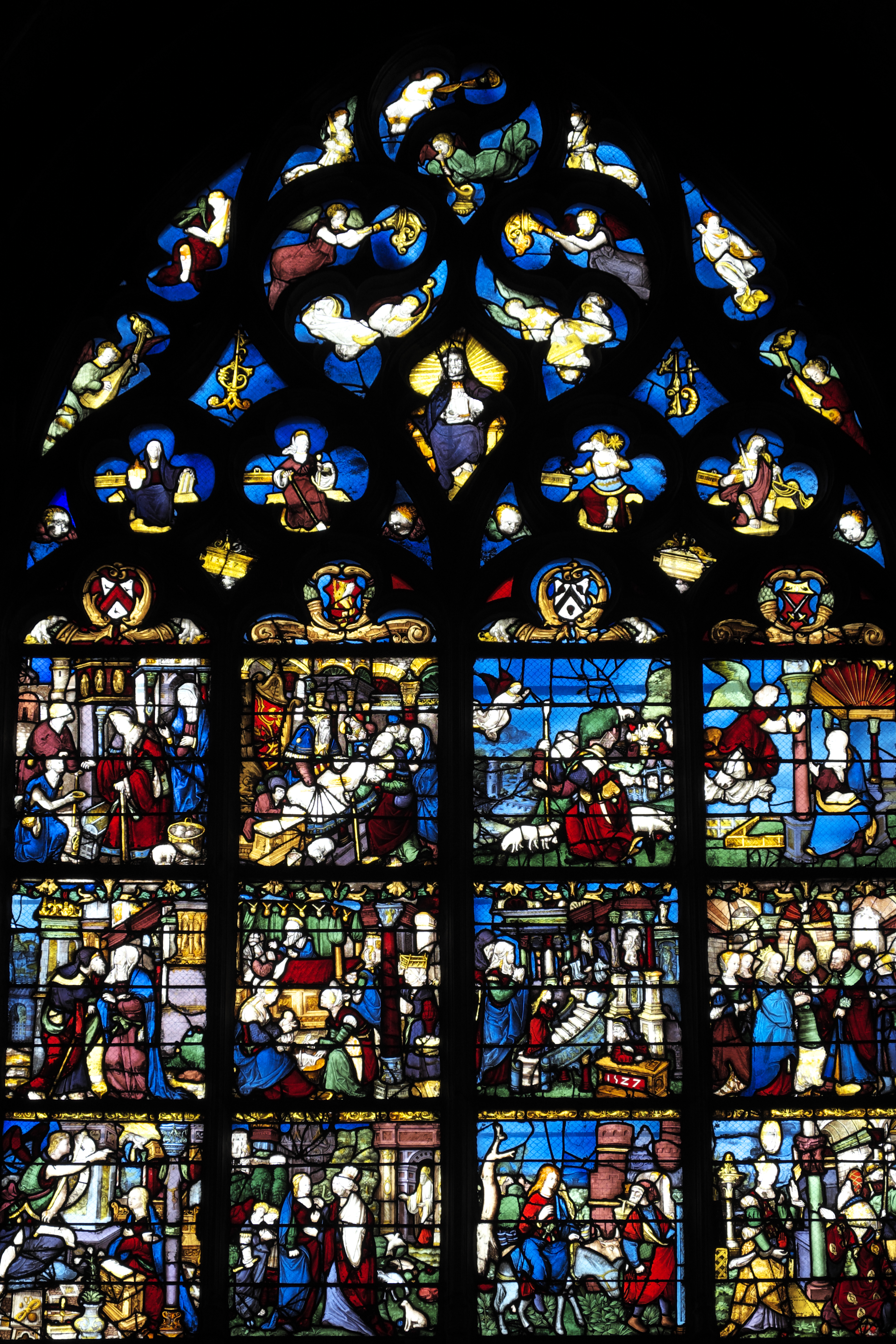
Baie 23 : Vie de Marie jusqu'à l'Annonciation
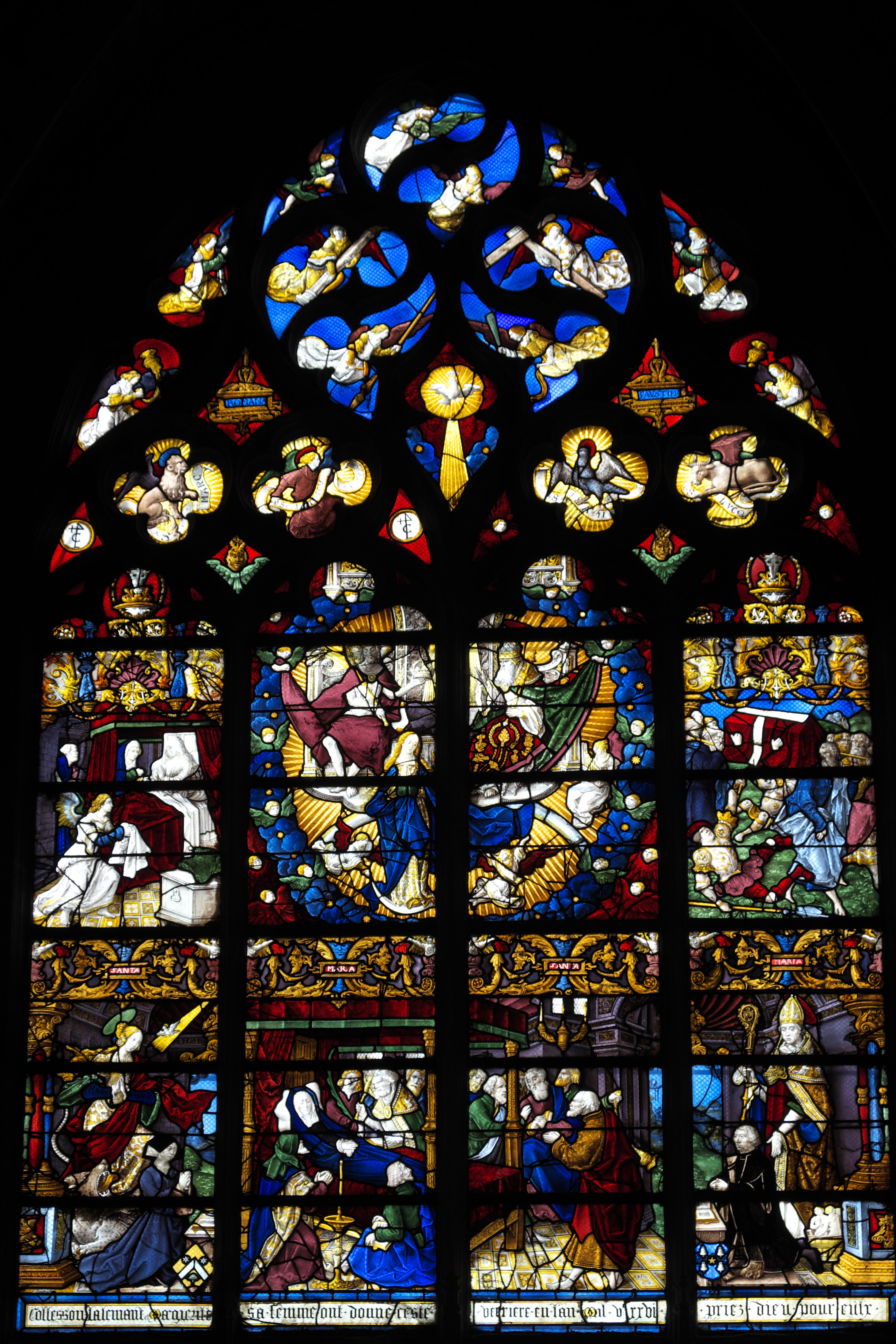
Baie 25 : verrière de l'Assomption et du Couronnement de Marie
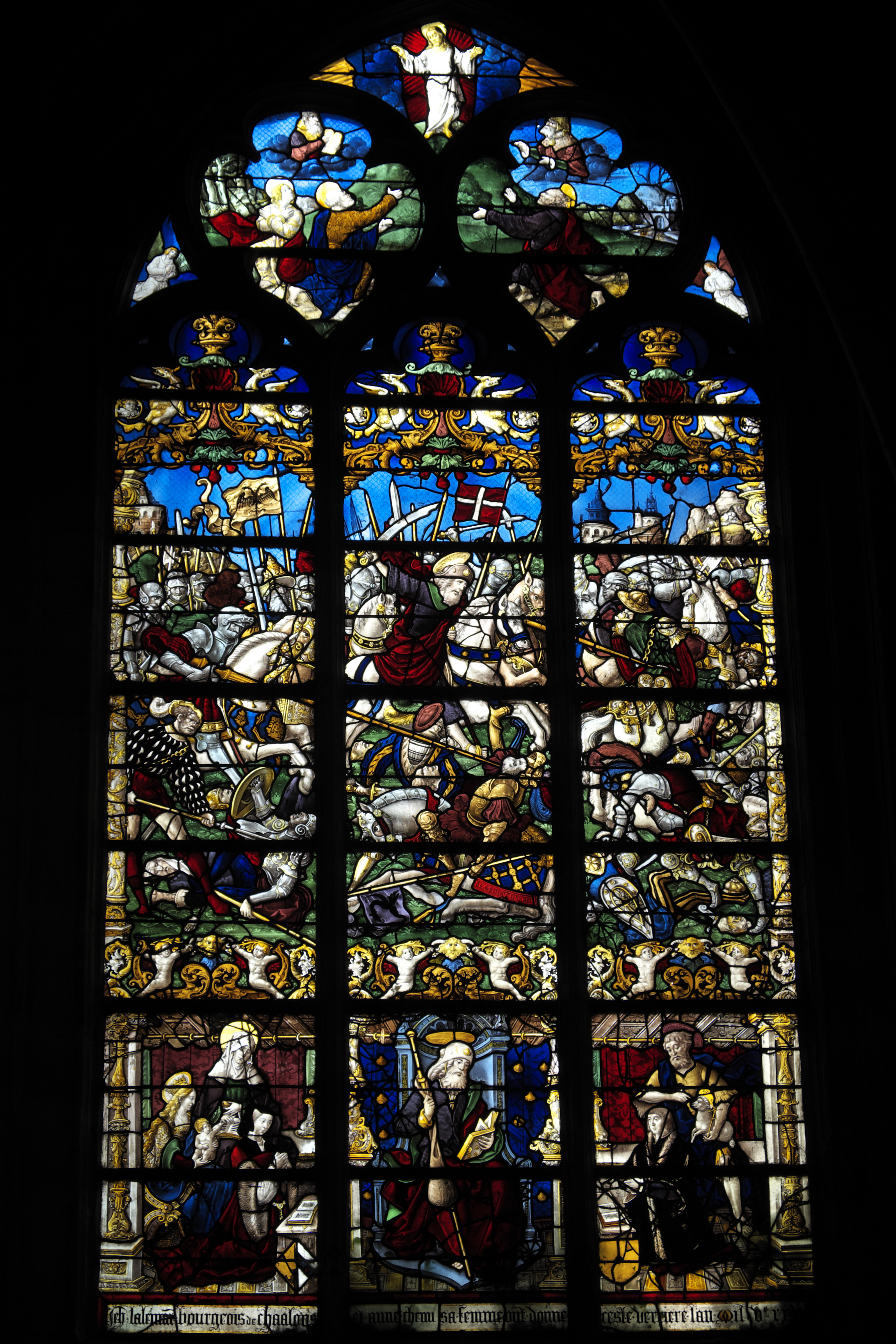
Baie 27 : Verrière de saint Jacques.
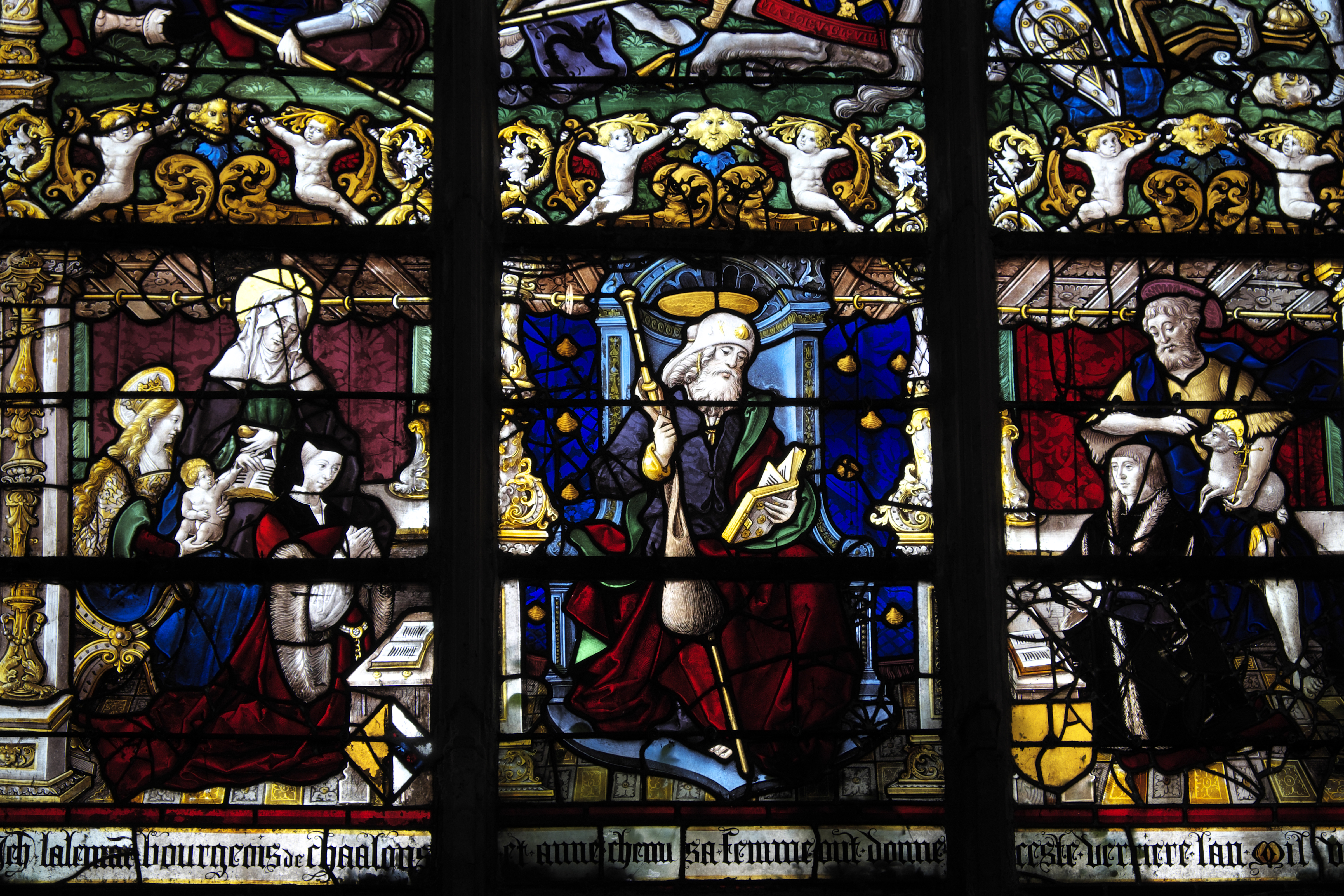
Les donateurs de la verrière de saint Jacques.